# World Athletics Challenge
World Athletics Challenge fue una serie de reuniones de atletismo celebradas a lo largo de cada año entre 2010 y 2019. Las competencias fueron aprobadas y reguladas por la IAAF. Este circuito fue sustituido a partir de 2020 por el World Athletics Continental Tour.
Las sedes del World Athletics Challenge debían cumplir varios requerimientos para organizar un evento de atletismo, entre ellos la capacidad del estadio, certificación de la pista de atletismo, participación de atletas de élite, y el manejo de los resultados. Las pruebas atléticas debían realizarse en un día, a excepción de los lanzamientos de martillo o disco, que podían tener lugar el día anterior. Algunas de estas pruebas se consideraban obligatorias. El monto global de los premios en dinero no debía ser menor a 200 000 dólares.

## Calendario 2019
El calendario del IAAF World Challenge fue aprobado en el 2010 en sustitución del IAAF Grand Prix. En 2019, su última edición, se desarrollaron las siguientes reuniones:
| Fecha           | Nombre                            | Estadio                             | Ciudad            | País            |
| --------------- | --------------------------------- | ----------------------------------- | ----------------- | --------------- |
| 28 de abril     | Grande Prêmio Brasil de Atletismo | CNDA                                | Bragança Paulista | Brasil          |
| 19 de mayo      | Seiko Golden Grand Prix           | Estadio Nagai                       | Osaka             | Japón           |
| 21 de mayo      | Nanjing World Challenge           | Centro Deportivo Olímpico de Nankín | Nankín            | China           |
| 9 de junio      | FBK Games                         | Estadio Fanny Blankers-Koen         | Hengelo           | Países Bajos    |
| 11 de junio     | Paavo Nurmi Games                 | Estadio Paavo Nurmi                 | Turku             | Finlandia       |
| 20 de junio     | Ostrava Golden Spike              | Estadio Municipal de Ostrava        | Ostrava           | República Checa |
| 1 de septiembre | ISTAF Berlin                      | Estadio Olímpico de Berlín          | Berlín            | Alemania        |
| 3 de septiembre | IWC Zagreb                        | Sport Park Mladost                  | Zagreb            | Croacia         |